# Sint-Stefanusbasiliek
De Sint-Stefanusbasiliek (Szent István Bazilika) is een basiliek in Boedapest, Hongarije. De kerk werd na een bouwperiode van tientallen jaren in 1905 voltooid en is sindsdien de grootste van de stad. De kerk is gewijd aan de heilige koning Stefanus, wiens rechterhand als reliek in de basiliek wordt bewaard. De basiliek staat in Pest aan het Sint-Stefanusplein (Szent István tér). Aan de achterzijde van de kerk begint de monumentale Andrássyboulevard (Andrássy út).
De bouw van de kerk begon in 1851. De architect was József Hild. Nadat de koepel in 1868 was ingestort, moest de bouw opnieuw beginnen. Miklós Ybl maakte het neo-renaissanceontwerp van de kerk zoals hij er nu staat, maar ook hij maakte de voltooiing van de kerk niet mee: hij stierf in 1891, waarna de bouw onder József Kauser werd afgerond.
Van buiten oogt deze kerk zeer monumentaal, met de 96 meter hoge centrale koepel – hoger dan welke kerktoren in de stad ook – en twee naar het westen gerichte, 80 meter hoge torens.
Aan beide zijden van het hoge portaal, dat de vorm van een triomfboog heeft, staan in de nissen figuren van kerkvaders.
Het interieur doet niet onder voor de buitenkant. Alle bekende Hongaarse schilders en beeldhouwers van rond de eeuwwisseling werkten mee aan de vervaardiging ervan. De koepel toont een mooi plafond met mozaïeken.

## Afbeeldingen interieur

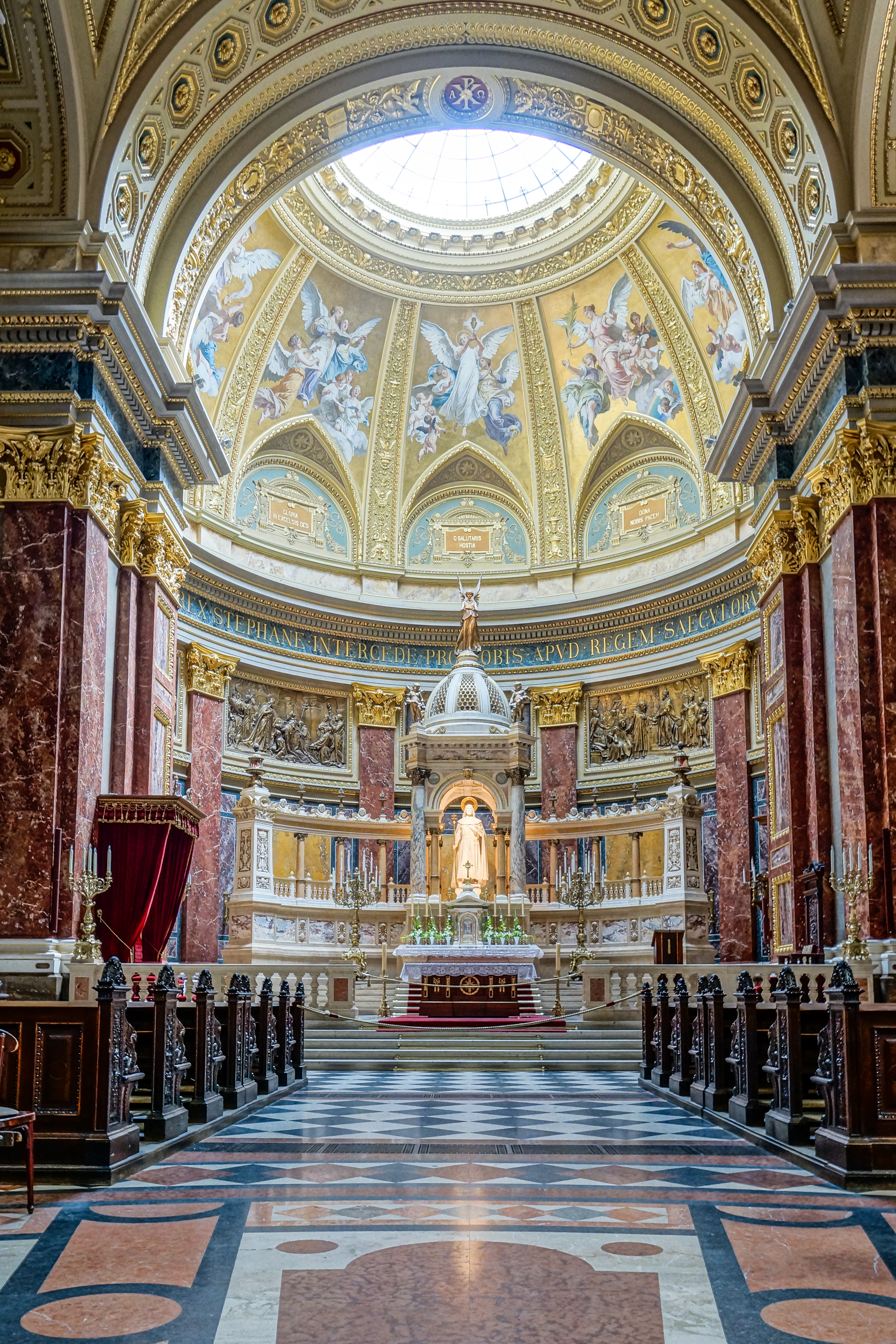
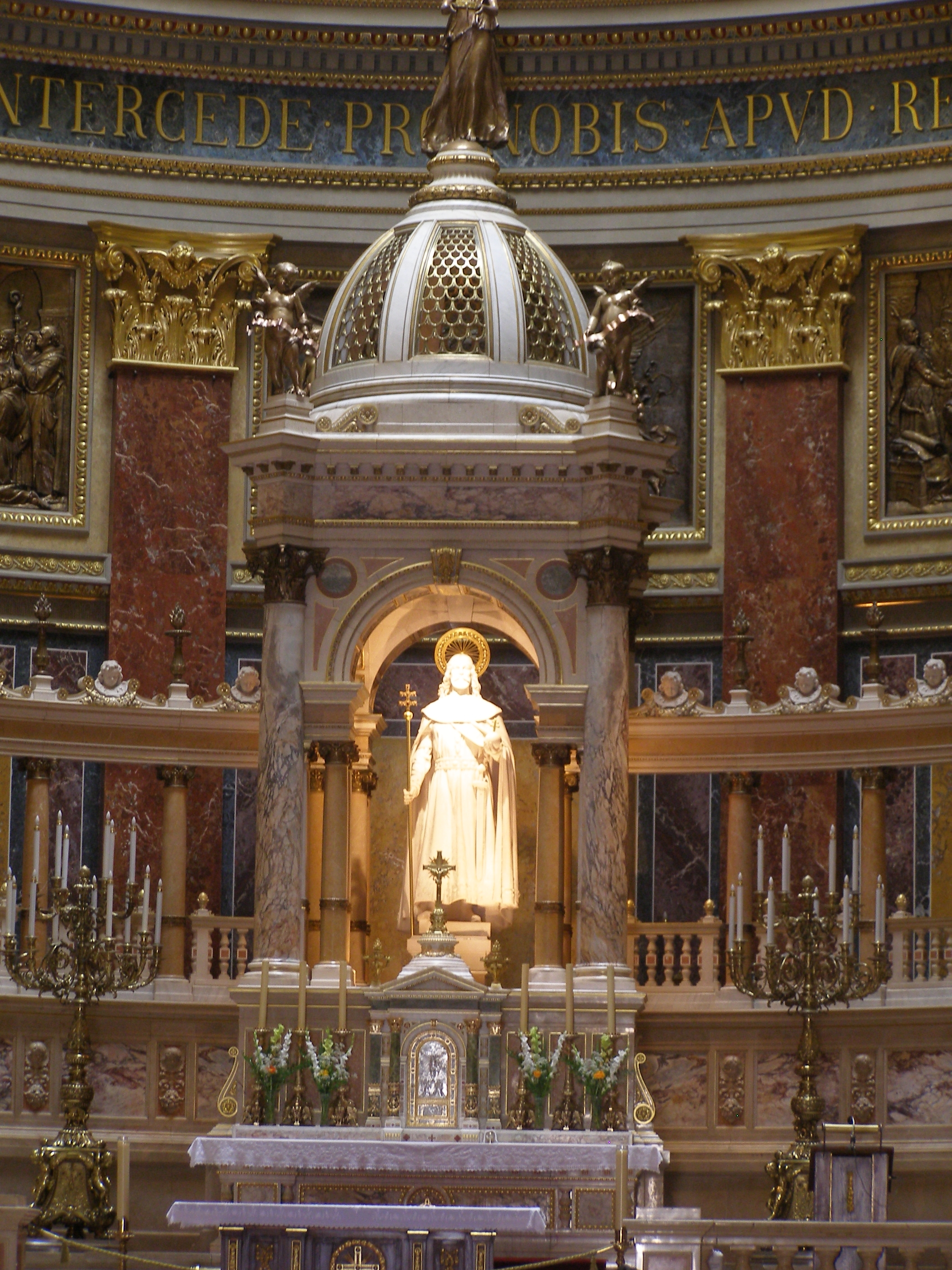
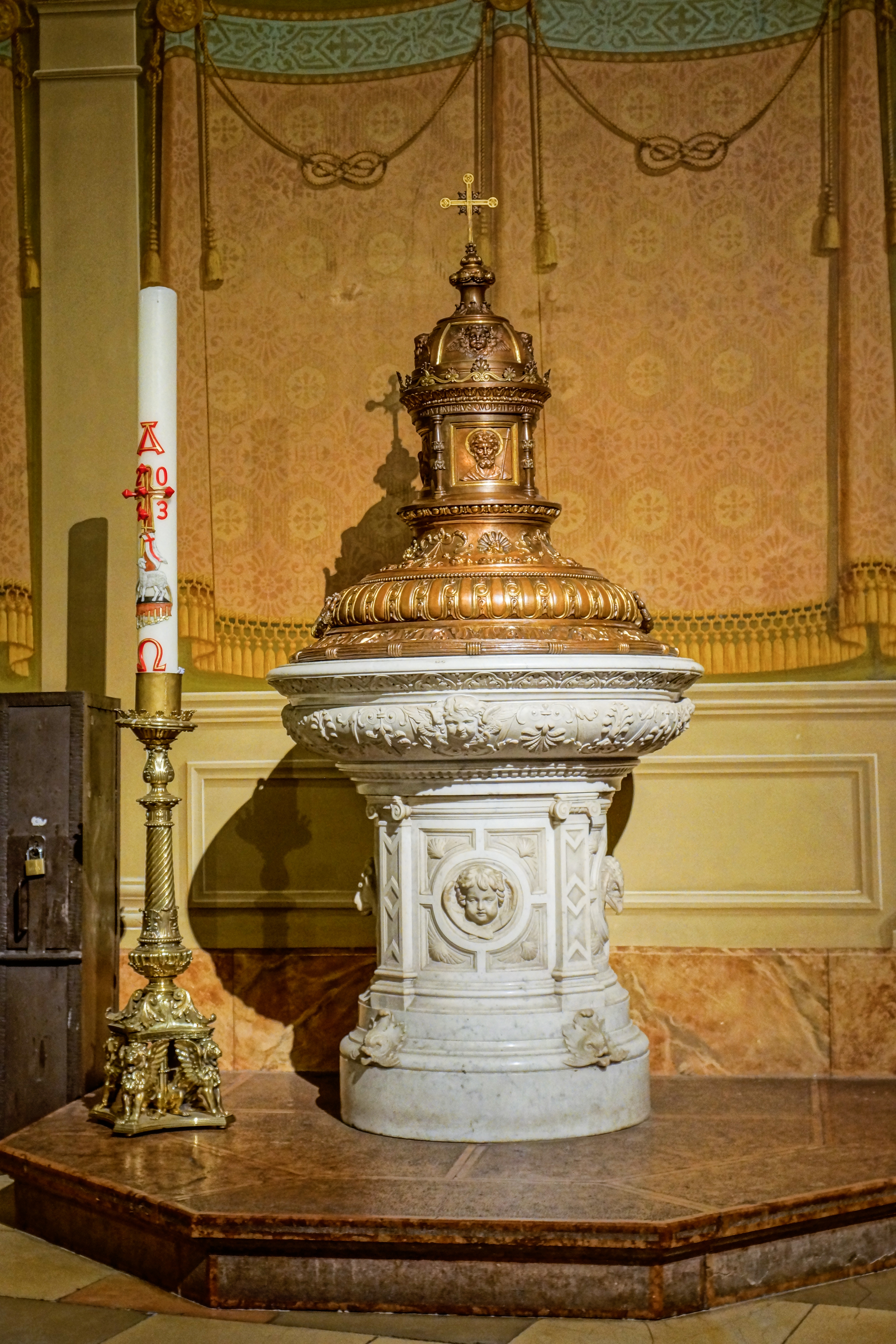
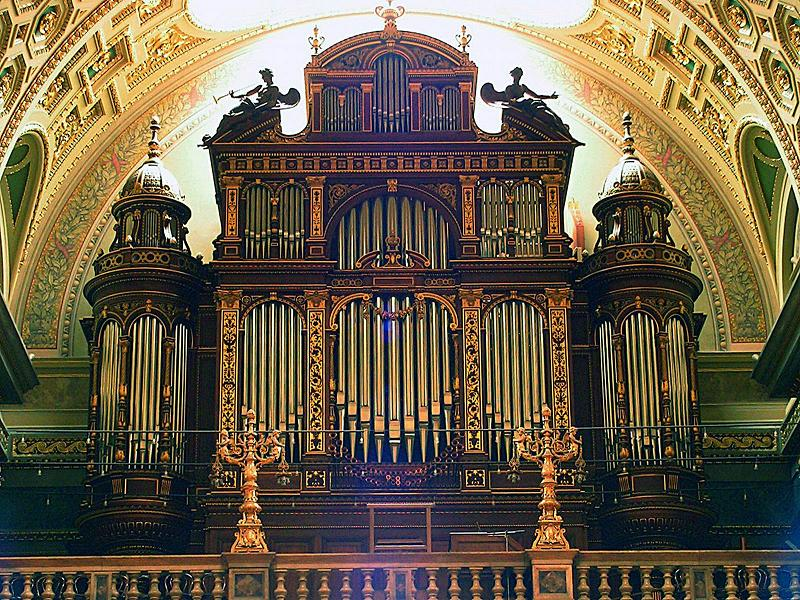
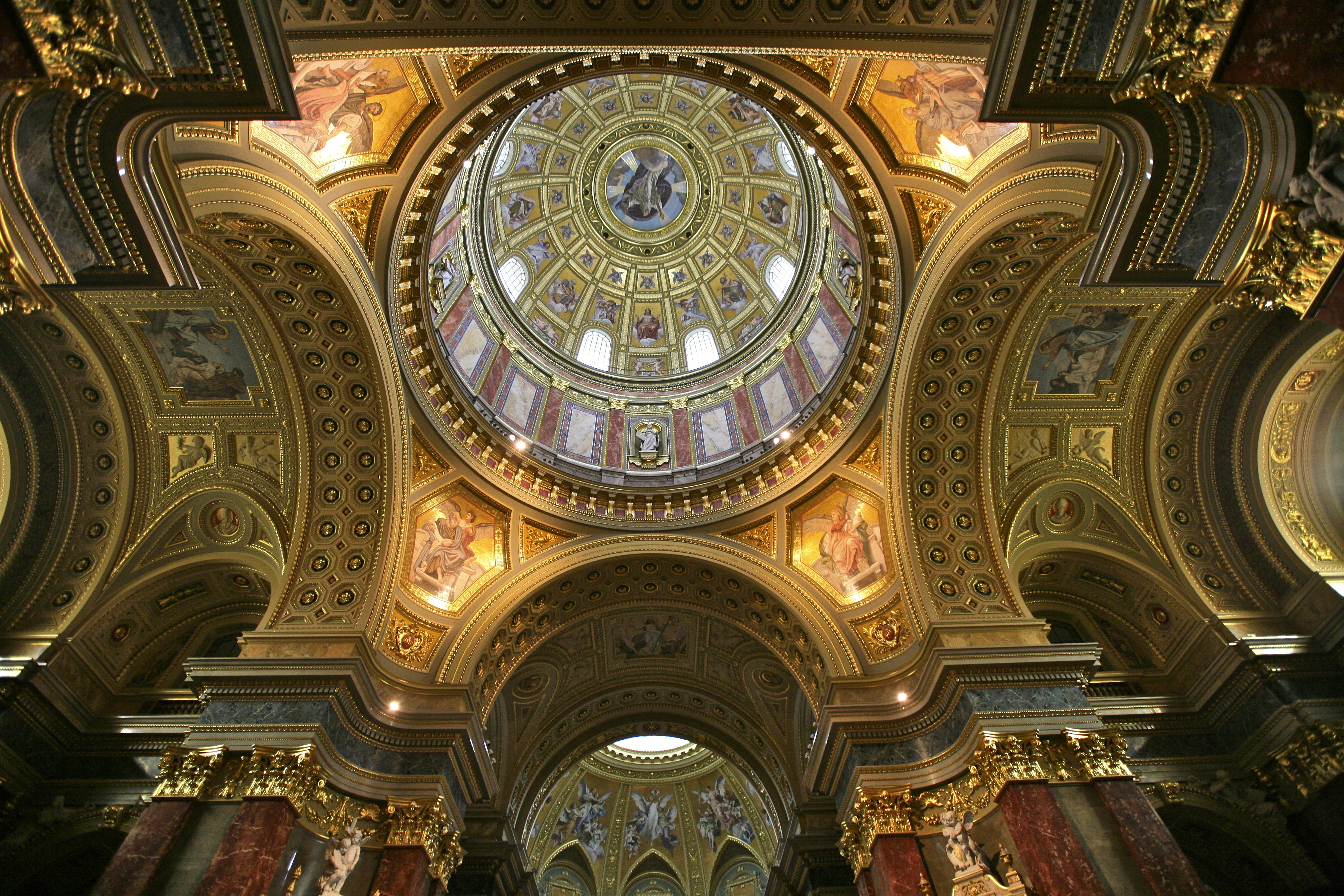
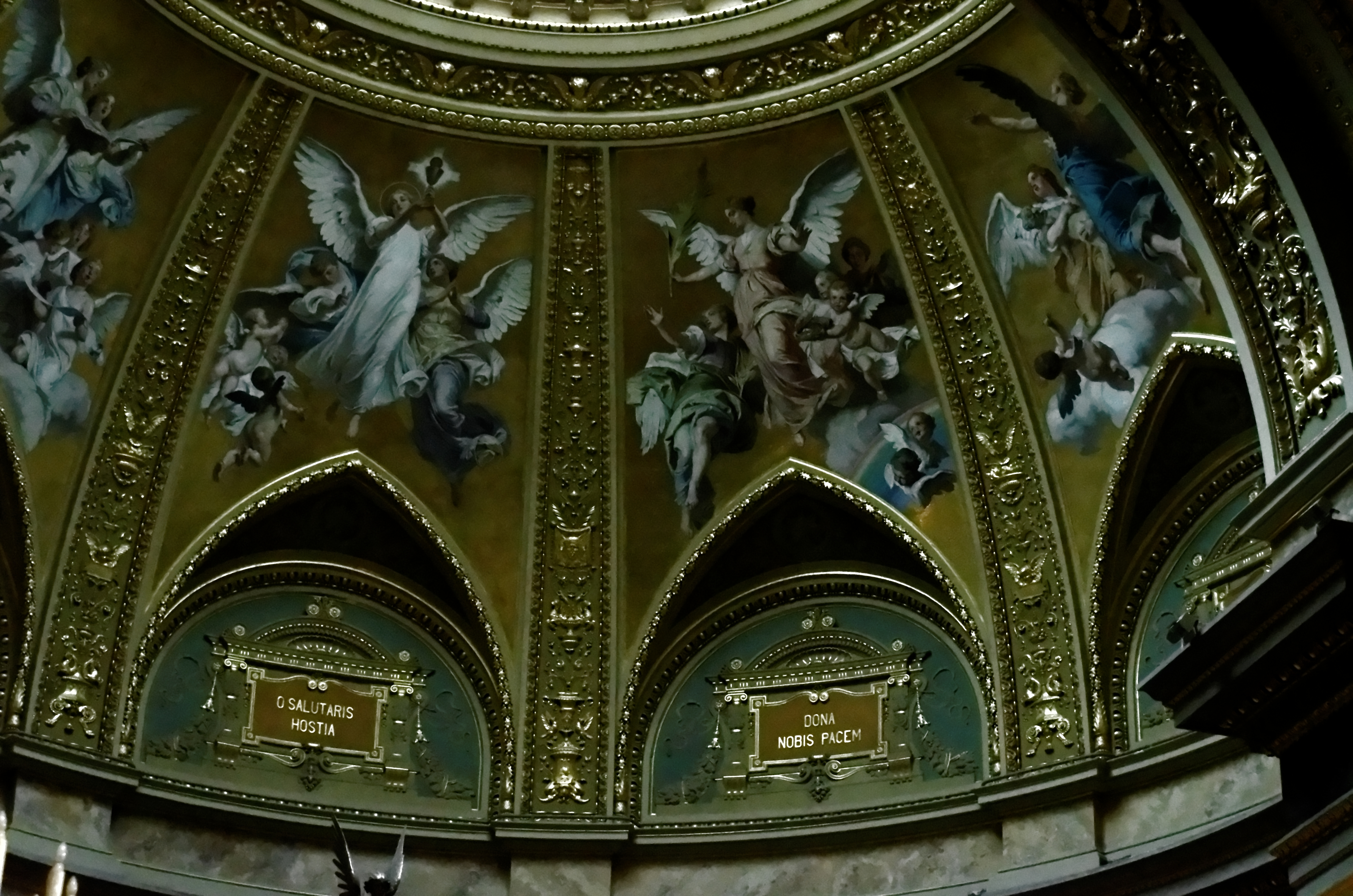